# Japan Open de 2017
Japan Open de 2017 foi a décima sexta edição do Japan Open, um evento anual de patinação artística no gelo organizado pela Federação Japonesa de Patinação. A competição foi disputada no dia 7 de outubro, na cidade de Saitama, Japão.

## Eventos
- Equipes (Individual masculino + Individual feminino)

## Medalhistas
| Evento           | Ouro                                                                             | Prata                                                      | Bronze                                                                    |
| Equipes detalhes | Javier Fernández Oleksii Bychenko Evgenia Medvedeva Alina Zagitova Equipe Europa | Shoma Uno Nobunari Oda Mai Mihara Marin Honda Equipe Japão | Nathan Chen Jeremy Abbott Mirai Nagasu Karen Chen Equipe América do Norte |

## Resultados

### Individual masculino
| Pos. | Nome             | Nacionalidade  | Pontos |
| ---- | ---------------- | -------------- | ------ |
| 1    | Javier Fernández | Espanha        | 189.47 |
| 2    | Nathan Chen      | Estados Unidos | 178.46 |
| 3    | Shoma Uno        | Japão          | 175.45 |
| 4    | Nobunari Oda     | Japão          | 158.24 |
| 5    | Jeremy Abbott    | Estados Unidos | 143.48 |
| 6    | Oleksii Bychenko | Israel         | 128.52 |

### Individual feminino
| Pos. | Nome              | Nacionalidade  | Pontos |
| ---- | ----------------- | -------------- | ------ |
| 1    | Evgenia Medvedeva | Rússia         | 152.08 |
| 2    | Mai Mihara        | Japão          | 147.83 |
| 3    | Alina Zagitova    | Rússia         | 145.28 |
| 4    | Mirai Nagasu      | Estados Unidos | 134.69 |
| 5    | Marin Honda       | Japão          | 133.41 |
| 6    | Karen Chen        | Estados Unidos | 116.32 |

### Final
| Pos.              | Nome                    | Pontos |
| ----------------- | ----------------------- | ------ |
| Medalha de ouro   | Equipe Europa           | 615.35 |
| Medalha de prata  | Equipe Japão            | 614.93 |
| Medalha de bronze | Equipe América do Norte | 572.95 |